# Huttwil Falcons
Le club des Huttwil Falcons est un club de hockey sur glace de la commune de Huttwil dans le canton de Berne en Suisse. Fondée en 1996, l’équipe a été dissoute en 2011 après avoir remporté le titre de champion suisse en 1re ligue.

## Historique
En 1996, le EHC Napf est constitué à la suite de la fusion du EHC Wasen-Sumiswald, du EHC Huttwil et du EHC Rohrbach. Le club démarre en troisième ligue (cinquième échelon national). En 2000, le club accède à la première ligue. En 2003, le EHC Napf termine vice-champion de première ligue derrière le HC Coire qui monte en LNB.
En 2009, un entrepreneur de la région, Markus Bösiger, rachète le Centre National de Sport et de Culture en faillite. Avec Bösiger, le président Heinz Krähenbühl a trouvé un allié. Ils changent le nom du club qui devient les Huttwil Falcons et la promotion en LNB devient l’objectif du club. Entraîné par Alfred Bohren, assisté de Samuel Balmer, le club termine champion de première ligue en 2011.
La ligue suisse de hockey refuse pourtant la promotion des Falcons en LNB, n’ayant pas reçu tous les documents nécessaires au dossier. Malgré plusieurs procédures,,, le club ne peut être promu en LNB.
En réaction, Markus Bösiger retire l’équipe du championnat et ferme la patinoire,,. Les joueurs de la première équipe partent, certains vont à Martigny pour y accéder enfin à la LNB. La deuxième et troisième équipe du club, juridiquement indépendante de la première équipe peuvent continuer à jouer en deuxième et quatrième ligue mais doivent s’entraîner et jouer dans d’autres patinoires de la région. L’équipe féminine, elle, trouve une solution avec les Brandis Junior pour devenir les Brandis Ladies. L’ancien président des Falcons, Heinz Krähenbühl rejoint également l’ancien rival de Huttwil, le HC Brandis.
Un espoir de rejouer au hockey à Huttwil est né avec les projets de Markus Bösiger de créer les Helvetics, un club suisse en KHL,,,.

## Palmarès
- Championnat de Suisse de 1re ligue
  - Champion en 2011
  - Vice-champion en 2003